# Campionats francesos de futbol durant la guerra
Com a campionats francesos de futbol durant la guerra entenem aquelles competicions futbolístiques disputades a França durant la Primera i Segona Guerra Mundial.

## Història
Durant la Primera Guerra Mundial, el Trophée de France no va ser celebrat, ja que els diversos campionats de què es componia no van poder ser disputats. El C.F.I., però, organitzà una competició anomenada "Coupe de France" (Copa de França) el 1916 entre els vencedors de les federacions que havien creat competicions.
El 15 de gener de 1917, el C.F.I. creà la copa Charles Simon, oberta a tots els clubs francesos, i que es convertí en la veritable Copa de França.
Els campionats francesos de 1939 a 1945, disputats durant la Segona Guerra Mundial, són anomenats «Campionats de guerra». No són considerats oficials.

## Campionats
| Temporada | Campionat                               | Campió                                                    |
| --------- | --------------------------------------- | --------------------------------------------------------- |
| 1915-16   | Coupe de France                         | Olympique de Pantin                                       |
| 1939-40   | Zona Nord Zona Sud-est Zona Sud-oest    | FC Rouen OGC Nice Girondins de Bordeus (1)                |
| 1940-41   | Zona Ocupada Zona Lliure Zona Interdita | Red Star Olympique de Marsella RC Lens                    |
| 1941-42   | Zona Ocupada Zona Lliure Zona Interdita | Stade de Reims Champagne Football Club de Sète 34 RC Lens |
| 1942-43   | Zona Nord Zona Sud                      | RC Lens Toulouse FC                                       |
| 1943-44   | Grup únic                               | Equip federal Lens-Artois (2)                             |
| 1944-45   | Zona Nord Zona Sud Final nacional       | FC Rouen Lyon OU FC Rouen 4-0 Lyon OU                     |

(1) Campionat inacabat

(2) Els equips són desposseïts de les seves seccions de futbol pel Govern de Vichy i el campionat fou disputat per seleccions regionals. El campionat fou parcialment inacabat.